# Pointe des Verts
Ne doit pas être confondu avec Pointe des Verres.
La pointe des Verts est un sommet de France situé dans les Alpes, en Haute-Savoie. Avec 2 555 mètres d'altitude, il domine la vallée de l'Arve, notamment Sallanches, à l'est et le refuge de la Pointe Percée – Gramusset et le col des Annes au nord-ouest. Il se trouve dans la chaîne des Aravis, au sud-ouest de la pointe Percée par-delà la combe des Verts et au nord-est de la pointe de Chombas.

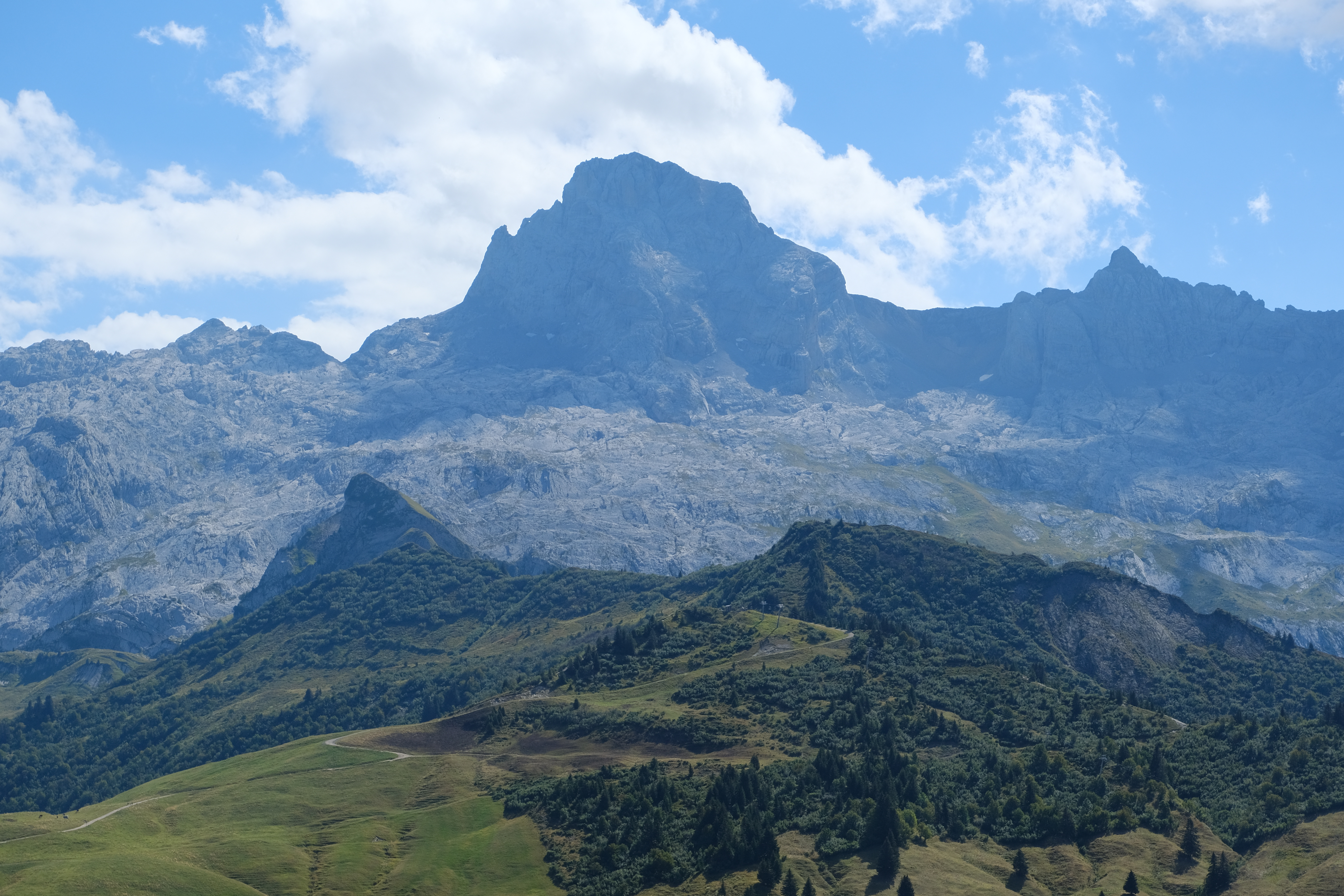
La pointe des Verts (à droite) et la pointe Percée (à gauche) vues depuis la Clef des Annes au nord-ouest.